# Indotipula querella
Indotipula querella är en tvåvingeart som först beskrevs av Alexander 1948.  Indotipula querella ingår i släktet Indotipula och familjen storharkrankar. Inga underarter finns listade i Catalogue of Life.